# St. Nikolaus (Ulten)
St. Nikolaus (italienisch San Nicolò) ist eine Fraktion der Gemeinde Ulten in Südtirol (Italien). Das Dorf liegt auf 1256 m Höhe im waldreichen Ultental, das von hohen Bergen umgeben ist. 

## Geschichte
- 1338: Gotische Hl.-Nikolaus-Kirche erstmals 1338 urkundlich erwähnt, mit neugotischem Flügelaltar und geheimnisvollen Steinfiguren an der Mauer
- 1827: Erbauung der Volksschule St. Nikolaus samt Lehrerwohnung, seit 1872 ohne bauliche Änderungen; als Schulsitz durch einen Neubau aus dem Jahr 2000 ersetzt
- 1904–1906 Bau der Villa „Hartungshausen“, Sommersitz der Familie Christoph Hartung von Hartungen
- 1969: Verlegung und Wiederaufbau des Talmuseums durch Gottfried Oberthaler
- 1973: Ultner Talmuseum, zu besichtigen sind bäuerliches Kulturgut, Volkskunsthandwerk, heimische Tierwelt (Steinadler, Bär, Auerhahn)

## Natur
- Ultner Höfeweg: Start in Kuppelwies – St. Nikolaus – St. Gertraud
- Der Kreuzweg: 5 km bis zur St.-Moritz-Kirche (älteste gotische Hügelkirche im Tal)
- Ultner Urlärchen

## Wirtschaft
Neben Tourismus und Berglandwirtschaft gibt es in St. Nikolaus einige Handwerksbetriebe. Der Ort verfügt über ein eigenes Heizwerk zur Wärmeversorgung.

## Bildung
In St. Nikolaus gibt es eine Grundschule für die deutsche Sprachgruppe.